# Mosquiter ibèric
El mosquiter ibèric (Phylloscopus ibericus) és una espècie d'ocell de la família dels fil·loscòpids (Phylloscopidae). El seu estat de conservació es considera de risc mínim.
Resulta molt difícil de distingir del mosquiter comú.

## Hàbitat i distribució
Habita els boscos poc espessos, matolls i ciutats, del sud-oest de França, nord i oest de la península Ibèrica i alguns punts del Marroc, Algèria i Tunis. Passa l'hivern a l'Àfrica Occidental, entre el Senegal i Burkina Faso. No és habitual als Països Catalans.

## Subespècies
S'han descrit dues subespècies:
- P.i.biscayensis Salomon, Voisin et Bried, 2003. Sud-oest de França i nord de la península Ibèrica.
- P.i.ibericus (Ticehurst, 1936). Centre i sud de Portugal, sud-oest d'Espanya i alguns punts de l'Àfrica nord-occidental.